# Heteranthera spicata
Heteranthera spicata är en vattenhyacintväxtart som beskrevs av Karel Presl. Heteranthera spicata ingår i släktet Heteranthera och familjen vattenhyacintväxter. Inga underarter finns listade.